# El sátiro (cuadro)
El sátiro es un óleo sobre lienzo pintado en 1906 por el español Antonio Fillol. Fue adquirido en 2023 por el Museo del Prado.
El pintor valenciano Antonio Fillol Granell presentó El sátiro para el concurso de la Exposición Nacional de Bellas Artes de 1906, pero fue retirado por el jurado por considerarlo inmoral, alegando falta de decencia y decoro ya que la escena representa una rueda de reconocimiento en los calabozos de las Torres de Serranos, en Valencia, para determinar al violador de una niña de diez años que se encuentra arropada por su abuelo. Otras obras retiradas del certamen de 1906 y censuradas fueron Vividoras del amor de Julio Romero de Torres, Esperando de Juan Hidalgo Linares y Nana de José Bermejo.
El cuadro fue custodiado primero por su autor y luego por la familia, que lo entregó en depósito al Museo de Bellas Artes de Valencia en 2015, donde se expuso solo en algunas ocasiones: como la primera exposición antológica dedicada al pintor, y posteriormente fue cedida para la exposición Invitadas. Fragmentos sobre mujeres, ideología y artes plásticas en España (1833-1931), organizada por el Museo del Prado en 2020.
La compra, en junio de 2023, por parte del Museo del Prado se realizó por 110 000 euros. Durante 2023 le es efectuado un proceso de restauración leve antes de una nueva exhibición en 2024.